# Салоар
Салоар (фр. Çaloire) насеље је и општина у источној Француској у региону Рона-Алпи, у департману Лоара која припада префектури Сент Етјен.
По подацима из 2011. године у општини је живело 341 становника, а густина насељености је износила 72,55 становника/km². Општина се простире на површини од 4,7 km². Налази се на средњој надморској висини од 540 метара (максималној 772 m, а минималној 421 m).

## Демографија
| 1962. | 1968. | 1975. | 1982. | 1990. | 1999. | 2011. |
| ----- | ----- | ----- | ----- | ----- | ----- | ----- |
| 92    | 108   | 169   | 195   | 227   | 273   | 341   |

График промене броја становника у току последњих година